# Alexander Skarsgård
Alexander Johan Hjalmar Skarsgård (Estocolm, 25 d'agost de 1976) és un actor i director de cinema suec, fill del també actor Stellan Skarsgård.

## Vida i carrera
Alexander ha actuat en diferents sèries televisives i pel·lícules sueques i va servir a la Marina sueca. El 2003 va ser nominat a un Guldbagge per fer el paper d'un home a la pel·lícula Hundtricket - The Movie (títol en anglès: The Dog Trick).
Cap al 2005, amb les seves participacions a Revelations i The Last Drop, va prendre part en produccions internacionals. El 2007 va agafar el paper d'un dels personatges principals, el Sergent Brad Colbert, a la minisèrie estatunidenca Generation Kill. És membre de l'elenc principal de True Blood, de la cadena estatunidenca per cable HBO. Alexander fa el paper d'Eric Northman, un vampir xèrif i propietari de Fangtasia, un bar vampir.
El 2009, Alexander va aparèixer al vídeo musical de la cantant pop Lady Gaga "Paparazzi". Posteriorment va treballar a les pel·lícules Metropia, Beyond the Pole, Straw Dogs (amb Kate Bosworth i James Marsden, remake de Straw Dogs, de 1971), 13, Melancolia i Battleship, entre d'altres.
L'any 2010 va subhastar diversos objectes que prèviament havia autografiat per tal d'ajudar a aconseguir diners a l'equip suec de futbol Hammarby IF, del qual és fan. L'any següent va ser nomenat Doctor honoris causa per la Leeds Metropolitan University i va trencar amb l'actriu Kate Bosworth, després de dos anys de relació.

## Filmografia
Pel·lícules
| Any  | Títol                        | Personatge                    | Observacions                               |
| ---- | ---------------------------- | ----------------------------- | ------------------------------------------ |
| 1984 | Åke and His World            | Kalle Nubb                    |                                            |
| 1989 | The Dog That Smiled          | Jojjo                         |                                            |
| 1999 | Happy End                    | Bamse Viktorsson              |                                            |
| 2000 | The Dog Trick                | Micke                         |                                            |
| 2000 | The Diver                    | Ingmar                        |                                            |
| 2000 | White Water Fury             | Anders                        |                                            |
| 2000 | Wings of Glass               | Johan                         |                                            |
| 2001 | Kites Over Helsinki          | Robin Åström                  |                                            |
| 2001 | Zoolander                    | Meekus                        |                                            |
| 2002 | The Dog Trick                | Robinson-Micke                |                                            |
| 2003 | To Kill a Child              | N/A                           | Curtmetratge; co-dirigit amb Björne Larson |
| 2004 | Heartbeat                    | El pilot                      | Curtmetratge                               |
| 2005 | Double Shift                 | Nisse                         |                                            |
| 2005 | Om Sara                      | Kalle Öberg                   |                                            |
| 2006 | L'últim salt (The Last Drop) | Tinent Jergen Voller          |                                            |
| 2006 | Never Be Mine                | Christopher                   |                                            |
| 2006 | Kill Your Darlings           | Geert                         |                                            |
| 2006 | Score                        | Micke                         |                                            |
| 2006 | Exit                         | Fabian von Klerking           |                                            |
| 2007 | Järnets änglar               | Stefan                        |                                            |
| 2009 | Metropia                     | Stefan (Veu)                  |                                            |
| 2009 | Beyond the Pole              | Terje                         |                                            |
| 2010 | Puss (Trust Me)              | Alex                          |                                            |
| 2010 | Moomins and the Comet Chase  | Moomintroll (Veu)             |                                            |
| 2010 | 13                           | Jack                          |                                            |
| 2011 | Straw Dog                    | Charlie                       |                                            |
| 2011 | Melancolia                   | Michael                       |                                            |
| 2012 | Battleship                   | Comandant Stone Hopper        |                                            |
| 2012 | What Maisie Knew             | Lincoln                       |                                            |
| 2012 | Derek Hull                   |                               |                                            |
| 2013 | The East                     | Benji                         |                                            |
| 2014 | The Given                    | Pare del Jonas                |                                            |
| 2015 | Hidden                       | Ray                           |                                            |
| 2015 | The Diary of a Teenage Girl  | Monroe Rutherford             |                                            |
| 2016 | Zoolander 2                  | Adam                          | Cameo                                      |
| 2016 | War on Everyone              | Terry Monroe                  |                                            |
| 2016 | The Legend of Tarzan         | Tarzan / John Clayton         |                                            |
| 2018 | Mute (pel·lícula)            | Leo Beiler                    |                                            |
| 2018 | The Hummingbird Project      | Anton Zaleski                 |                                            |
| 2018 | Hold the Dark                | Vernon Sloane                 |                                            |
| 2019 | The Aftermath                | Stefan Lubert                 |                                            |
| 2019 | Long Shot                    | Primer Ministre James Steward |                                            |
| 2019 | The Kill Team                | Sargent Deeks                 |                                            |
| 2021 | Passing                      | John                          |                                            |
| 2021 | Godzilla vs Kong             | Nathan Lind                   |                                            |
| TBA  | The Northman                 | Amleth                        | Post-producció                             |

Televisió
| Any(s) | Títol             | Personatge                    |
| ------ | ----------------- | ----------------------------- |
| 1987   | Idag röd          |                               |
| 1999   | Vita lögner       | Marcus Englund                |
| 2000   | D-dag             | Fillastre de Lise             |
| 2000   | Judith            | Ante Lindström                |
| 2005   | Revelations       | Gunnar Eklind                 |
| 2006   | Cuppen            | Micke                         |
| 2007   | Golden Brown Eyes | Boogey Knights singer         |
| 2008   | Generation Kill   | Sergent Brad 'Iceman' Colbert |
| 2008-  | True Blood        | Eric Northman                 |
| 2017-  | Big Little Lies   | Perry Wright                  |

Vídeos musicals
| Any  | Títol          | Personatge           | Artista   |
| ---- | -------------- | -------------------- | --------- |
| 2009 | Paparazzi      | Parella de Lady Gaga | Lady Gaga |
| 2013 | Free Your Mind | Líder del Culte      | Cut Copy  |

### Director
| Any  | Títol           | Notes                         |
| ---- | --------------- | ----------------------------- |
| 2003 | To Kill a Child | Co-dirigida amb Björne Larson |

## Premis i nominacions
| Any  | Premi                                     | Projecte                | Categoria              | Resultat | Ref. |
| ---- | ----------------------------------------- | ----------------------- | ---------------------- | -------- | ---- |
| 2003 | Festival Internacional de Cinema d'Odense | Att döda ett barn       | Grand Prix             | Guanyat  |      |
| 2003 | Festival Internacional de Cinema d'Odense | Att döda ett barn       | Premi de la Premsa     | Guanyat  |      |
| 2003 | Premis Guldbagge                          | Hundtricket - The Movie | Millor actor secundari | Nominat  |      |
| 2009 | Premis Scream                             | True Blood              | Millor malvat          | Guanyat  |      |